# Philogenia strigilis
Philogenia strigilis – gatunek ważki z rodziny Philogeniidae. Występuje na terenie Ameryki Środkowej.